# Steve Lund
Steve Lund est un acteur canadien né à Halifax (Nouvelle-Écosse) le 9 janvier 1989. Il est connu pour son rôle de Nick Sorrentino dans la série télévisée Bitten et de Luc Narcisse dans Reign.

## Biographie
Il a assisté à la Vancouver Film School (programme intérimaire) avant de déménager à Toronto, où il a joué dans des séries télévisées comme Blue Mountain State (2010), Hemlock Grove (2013) et Haven (2010). 

## Filmographie
- 2011 : Blue Mountain State (saison 3 épisodes 12 et 13) : Ty Wilson (un joueur des Blackwell)
- 2011 : Lost Girl (saison 2 épisode 6) : un rockeur
- 2011 : Alphas (saison 1 épisode 5) : David Burton
- 2012 : Suits : Avocats sur mesure (saison 2 épisode 3) : beau garçon
- 2012 : Haven (saison 3 épisodes 4, 6, 12, 13) :  James Cogan/Colorado Kid
- 2012 : Beauty and the Beast (saison 1 épisode 19) : Dr. Kirk Iverson
- 2013 :  Hemlock Grove : barman
- 2014 : La plus belle fête de Noël (téléfilm) : Nick
- 2014 - 2016 : Bitten (série TV) : Nick Sorrentino[2].
- 2015 : Ma petite entreprise de Noël (téléfilm) : William Young
- 2016-2020 : Bienvenue à Schitt's Creek : Jake
- 2017 : Reign (Série TV) : Luc Narcisse
- 2017 : The Good Witch (saison 3 épisode 2) : Kevin
- 2017 : The Christmas Cottage (téléfilm) : Ean
- 2017 : Mon milliardaire secret (téléfilm) : Sean Payton
- 2021 : Wildhood de Bretten Hannam : Dale
- 2021 : Il était une fois au château de glace (téléfilm) : Ben Wade
- 2022 : Les six Pères Noël (téléfilm) :  Jason Sparks
- 2022 : Hudson et Rex (saison 5 épisode 2 : Dans les cordes) : Jack Hudson (frère de l'inspecteur Charlie Hudson)